# 精美堂薬局
精美堂薬局（せいびどうやっきょく）は、東京都八王子市を拠点としたドラッグストア・調剤薬局・売店、およびインターネット上でサプリメント・化粧品を扱うオンラインショップ。クリック・アンド・モルタル型の店舗展開を行っている。有限会社精美堂（せいびどう）が経営。1963年創業。

## 会社沿革
- 1963年 八王子市 平山城址公園付近にて創業
- 1968年 八王子市 下柚木に2店舗目開店
- 1983年 八王子市 南大沢（現在地）へ両店を移転し、店舗統合を行う。
- 1994年 調剤薬局業務を開始
- 1998年 明日見らいふ南大沢（社会福祉法人 聖隷福祉事業団運営）内に、売店設置。
- 2005年 先代社長より2代目社長が引き継ぐ
- 2006年 インターネット上で、オンラインショップを開始。サプリメント・化粧品の他、健康情報の提供などを行う。

## 所在地
〒192-0364　東京都八王子市南大沢3丁目9-5